# Группа X-Crise
Группа X-Crise (или просто X-Crise) — французское технократическое движение, созданное в 1931 как последствие биржевого краха 1929 года и Великой Депрессии. Сформированный бывшими студентами École Polytechnique (иногда кратко называемой «X»). Они поддерживали регулируемую плановую экономику (planisme), в противоположность тогдашней доминирующей идеологии классического экономического либерализма, но потерпели неудачу. Их идеи не были осуществлены до периода правления правительства Виши, когда ряд технократов получили возможность восстановить Францию. В то же время, много членов группы присоединились к Сопротивлению и выступили против режим Виши, и, в конечном счете, участвовали в послевоенной администрации. X-Crise был основан Жераром Бардетом и Андрэ Лоизилоном, и его членами были Раймон Абеллио, Луи Валлон, Жан Кутро, Жюль Мок и Альфред Сови, который, как глава Демографического института INED после Второй мировой войны ввел термин «Третий мир».